# Kanton Saint-Étienne-les-Orgues
Saint-Étienne-les-Orgues is een voormalig kanton van het Franse departement Alpes-de-Haute-Provence. Het kanton maakte deel uit van het arrondissement Forcalquier. Het werd opgeheven bij decreet van 24 februari 2014, met uitwerking op 22 maart 2015. Alle gemeenten werden toegevoegd aan het Forcalquier.

## Gemeenten
Het kanton Saint-Étienne-les-Orgues omvatte de volgende gemeenten:
- Cruis
- Fontienne
- Lardiers
- Mallefougasse-Augès
- Montlaux
- Ongles
- Revest-Saint-Martin
- Saint-Étienne-les-Orgues (hoofdplaats)